# Município de Woodville (Ohio)
O município de Woodville (em inglês: Woodville Township) é um município localizado no condado de Sandusky no estado estadounidense de Ohio. No ano de 2010 tinha uma população de 3.395 habitantes e uma densidade populacional de 39,65 pessoas por km².

## Geografia
O município de Woodville encontra-se localizado nas coordenadas 41° 26′ 56″ N, 83° 21′ 54″ O. Segundo a Departamento do Censo dos Estados Unidos, o município tem uma superfície total de 85.62 km², da qual 85,47 km² correspondem a terra firme e (0,17 %) 0,15 km² é água.

## Demografia
Segundo o censo de 2010, tinha 3.395 habitantes residindo no município de Woodville. A densidade populacional era de 39,65 hab./km². Dos 3.395 habitantes, o município de Woodville estava composto pelo 95,91 % brancos, o 0,24 % eram afroamericanos, o 0,15 % eram amerindios, o 0,56 % eram asiáticos, o 2,27 % eram de outras raças e o 0,88 % eram de uma mistura de raças. Do total da população o 6,07 % eram hispanos ou latinos de qualquer raça.